# Kutakarya
Kutakarya is een bestuurslaag in het regentschap Karawang van de provincie West-Java, Indonesië. Kutakarya telt 7492 inwoners (volkstelling 2010).